# Klosterkirche Wettingen

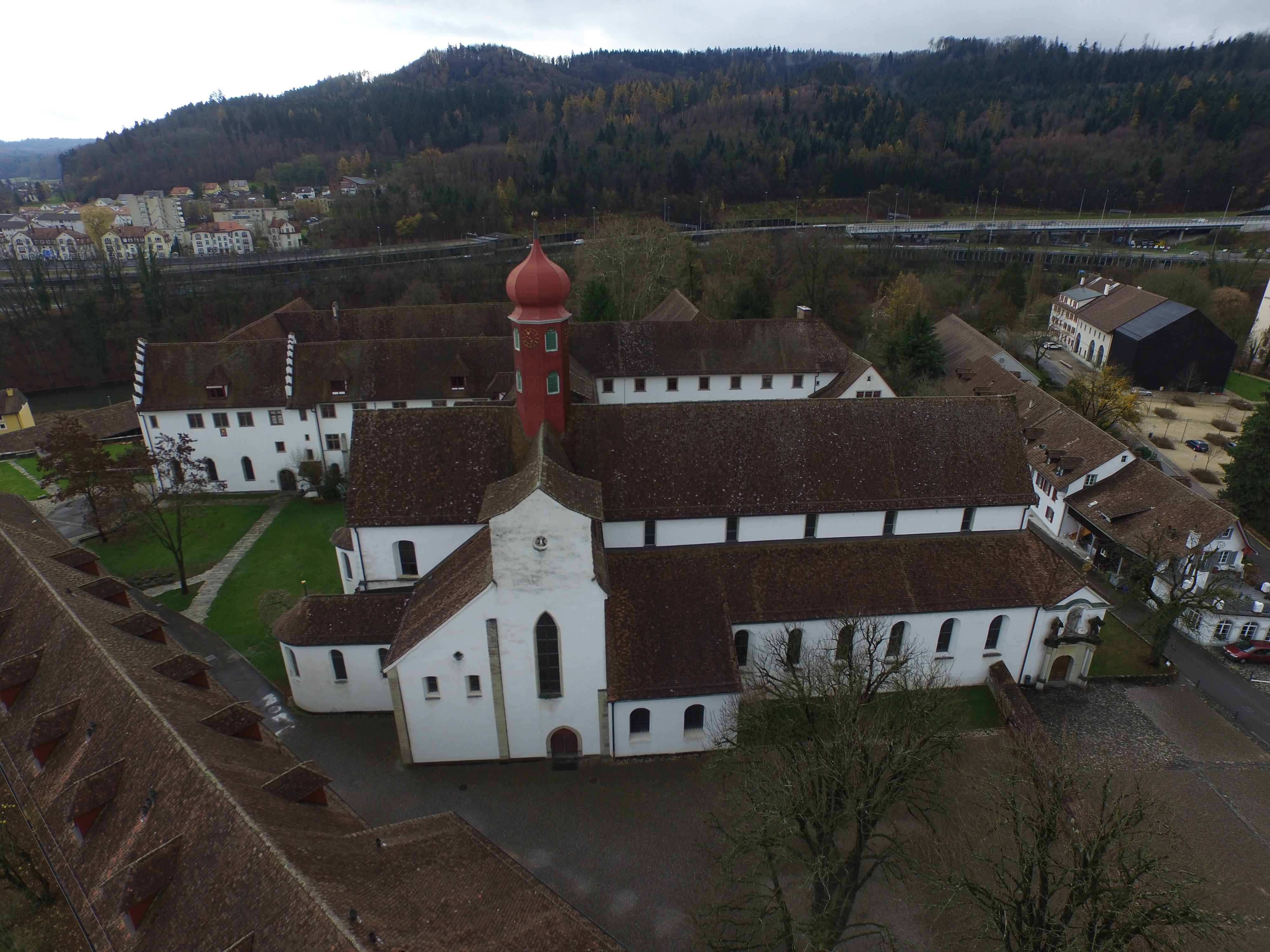
Blick auf die Klosterkirche

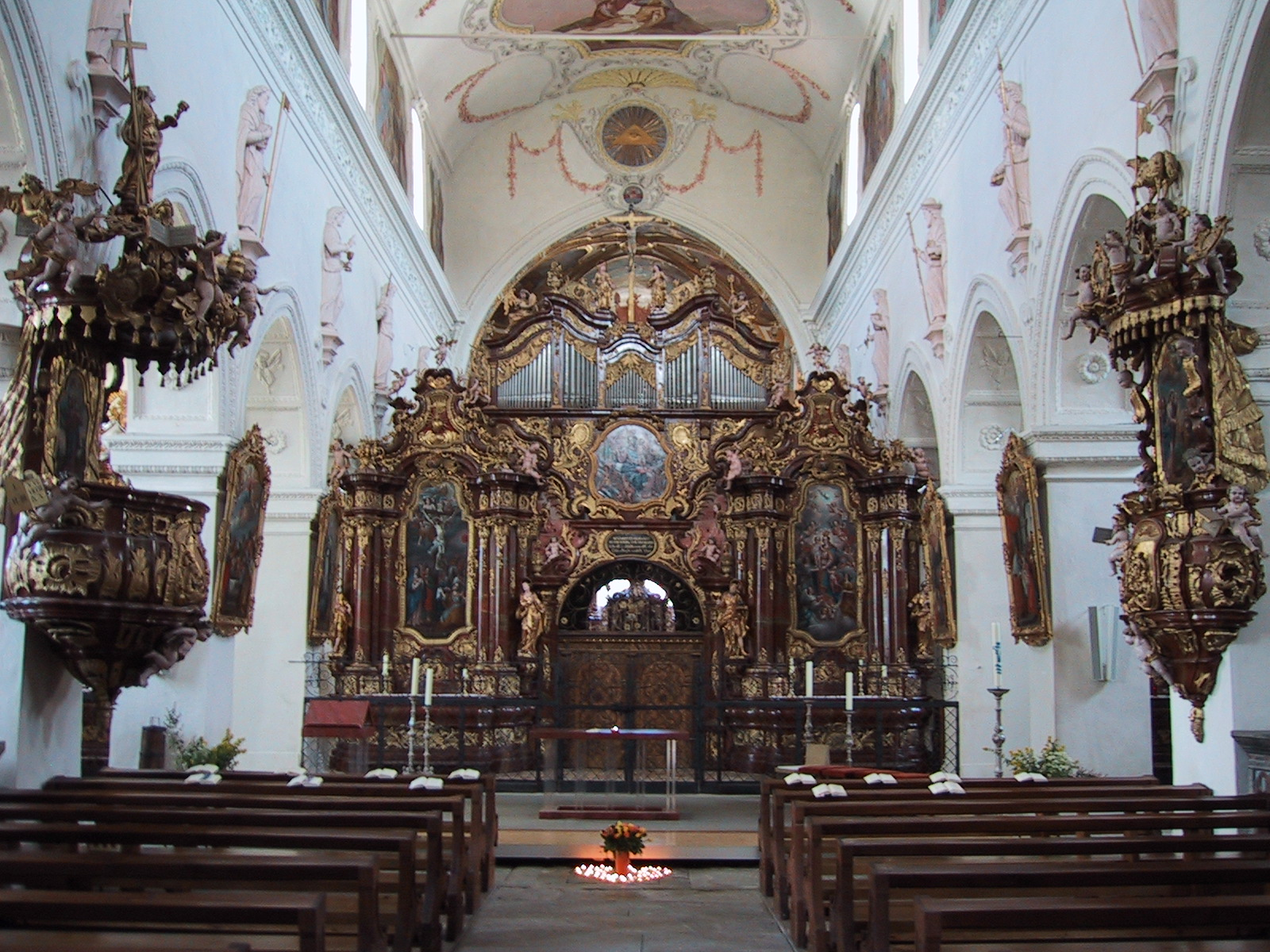
Kirchenschiff Konversenkirche

Die Klosterkirche Wettingen ist das Kirchengebäude des ehemaligen Zisterzienserklosters Wettingen im Kanton Aargau. Sie besteht aus der Mönchs- und der Konversenkirche, die durch ein Gitter und eine dahinter liegende Bilderwand voneinander abgetrennt sind.

## Geschichte
Die erste Klosterkirche wurde im 13. Jahrhundert bei der Klostergründung erbaut und 1256 geweiht. Diese Kirche wurde mehrmals umgebaut und erweitert. Im Jahre 1507 wurde die Kirche und der Grossteil des Klosters durch einen Brand zerstört. Francesco Marziano (* um 1575 in Lugano; † nach 1606 ebenda ?), Stuckateur, Künstler, Stuckplastiker. Am 18. September 1606 zusammen mit Giovanni Antonio und Pietro Castelli aus Melide und Ulrich Oere bekam den Auftrag für lebensgrosse Gipsstatuen und Stuckaturen für die Klosterkirche. Im 18. Jahrhundert wurde das Kirchenschiff barockisiert. Mit der Aufhebung des Klosters während des Aargauer Klosterstreits im Jahre 1841 ging die Klosterkirche in den Besitz des Kantons Aargau über. Der Kanton gestattete allen Landeskirchen die Nutzung der Kirche, so fanden in der Klosterkirche bis zur Errichtung einer eigenen Kirche im Jahre 1939 auch die reformierten Gottesdienste statt. Heute werden wöchentlich römisch-katholische und christkatholische Gottesdienste gefeiert, während die reformierte Kirchgemeinde 1939 gegenüber dem Kanton auf ihr Gottesdienstrecht verzichtete. Heute kann die Klosterkirche auch für Hochzeiten gemietet werden.

## Ausstattung

### Glocken

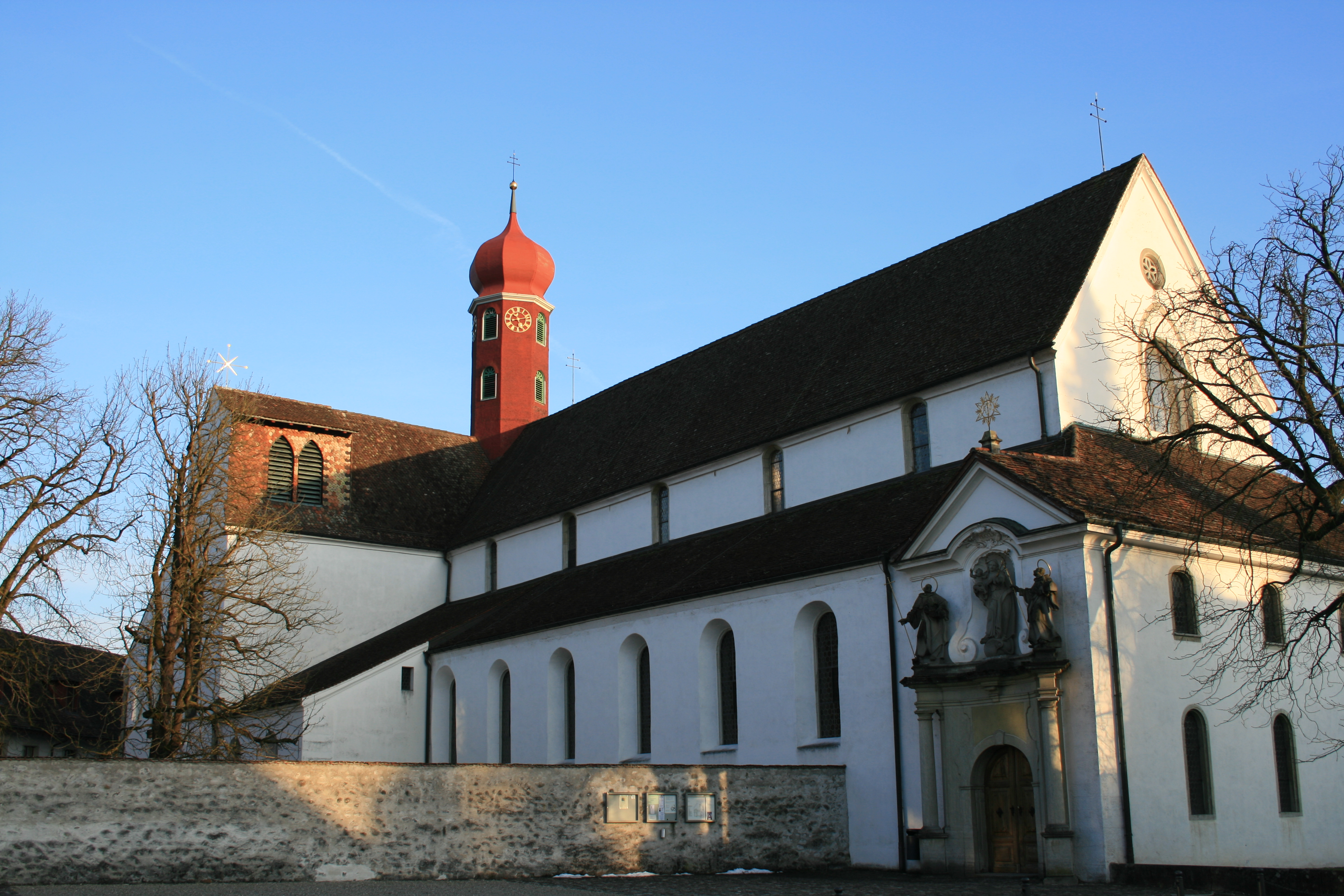
Klosterkirche mit den Jalousien im Dach des linken Seitenschiffs

Die Klosterkirche ist mit acht Glocken ausgestattet, die eine komplette C-Dur-Tonleiter bilden. Die Glocken wurden 1639 von den lothringischen Wandergießern Honoré und Claude Rosier sowie Jean de Norge gegossen. Da die in g' gestimmte Glocke 5 gesprungen war, wurde im Jahre 1938 bei der Firma H. Rüetschi in Aarau ein Ersatz mit der alten Glockenzier gegossen. Im mit einer Zwiebelhaube gedeckten Dachreiter der Zisterzienserkirche befinden sich die vier kleineren Glocken (g′, a′, h′ und c″), die anderen hinter den Jalousien im Dachstuhl der Seitenschiffe (vgl. Foto rechts). Im Jahr 2015 wurde das Geläut durch die Fa. Rüetschi, AG vollständig überarbeitet und saniert.
|   | Schlagton | Name                | Gewicht     |
| - | --------- | ------------------- | ----------- |
| 1 | c′        |                     | ca. 2000 kg |
| 2 | d′        |                     | ca. 1500 kg |
| 3 | e′        |                     | ca. 1000 kg |
| 4 | f′        |                     | ca. 850 kg  |
| 5 | g′        |                     | 600 kg      |
| 6 | a′        | Erste Wetterglocke  | ca. 450 kg  |
| 7 | h′        | Feuerglocke         | ca. 300 kg  |
| 8 | c″        | Zweite Wetterglocke | ca. 250 kg  |

### Orgeln

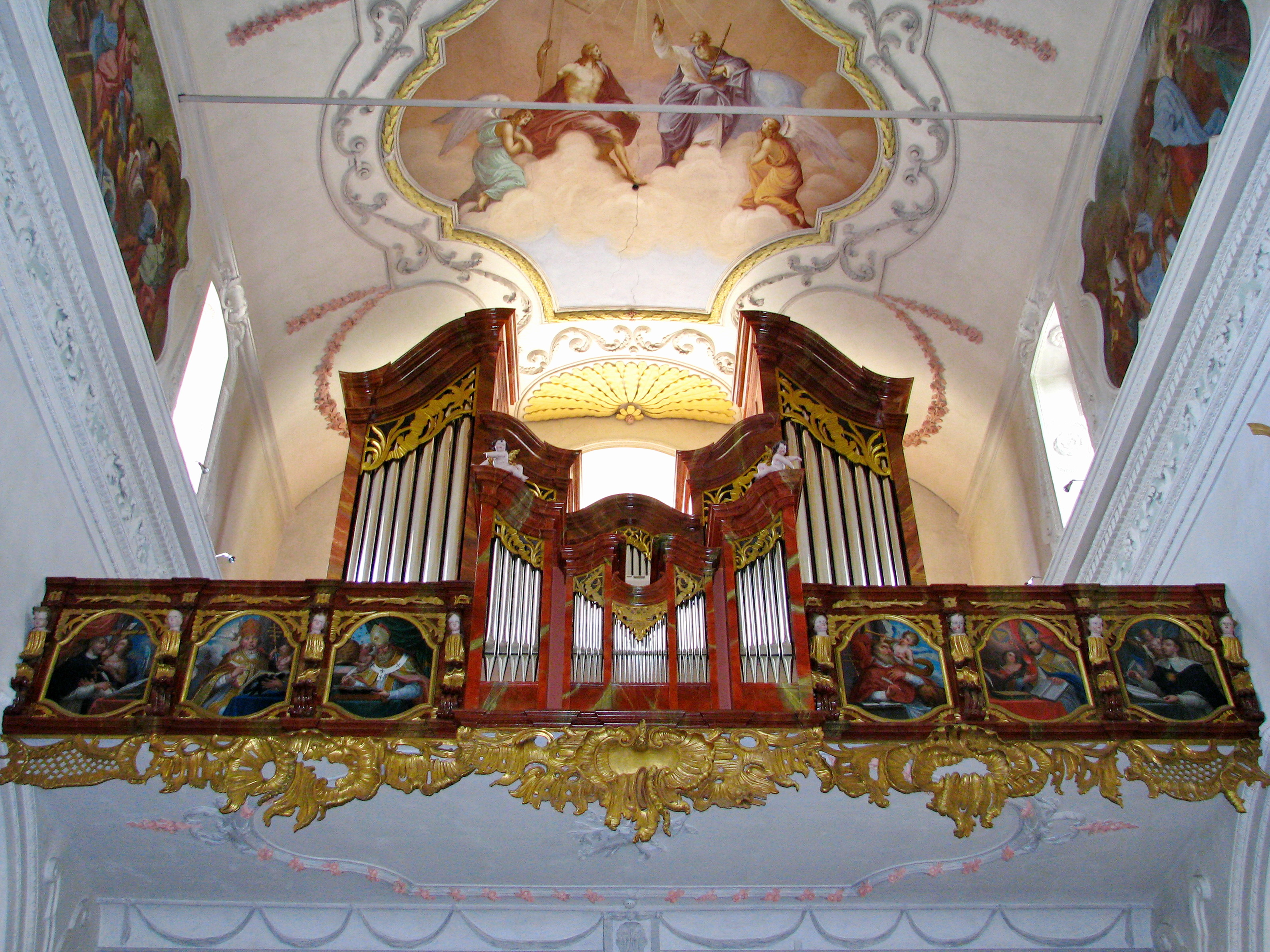
Hauptorgel auf der Empore

Bereits um 1475 erhielt die Klosterkirche ihre erste Orgel auf dem Lettner. Zu Beginn des 17. Jahrhunderts wurden unter Abt Peter Schmid zwei neue Orgeln gebaut, wobei die eine das vorherige Instrument auf dem Lettner ersetzte. Sie wurde von Orgelbauer Hans Werner Muderer aus Freiburg i. Br. für 300 Gulden errichtet. Die zweite Orgel wurde von Muderers Sohn Hans auf der Empore erbaut und ab Mai 1610 benutzt. Der Preis für diese Orgel betrug 3100 Gulden, die ratenweise bezahlt wurden. Erst für das Jahr 1860 ist eine Reparatur für die Orgel auf dem Lettner belegt, die von Samuel Furter aus Ammerswil durchgeführt wurde. Für das Jahr 1865 ist die Reparatur der Orgel auf der Empore belegt. Diese Orgel wurde um 1904 durch eine neue ersetzt, die von Friedrich Goll aus Luzern errichtet wurde. Das vorhandene Rückpositiv der vorherigen Orgel wurde dabei als Attrappe übernommen. Da die Kirche um 1949 in einem schlechten Zustand war, musste die Goll-Orgel ersetzt werden. Die neue Orgel wurde von der Firma Metzler gebaut. Da die Orgel durch die direkte Lichteinwirkung und das offene Pfeifenwerk störungsanfällig und häufig verstimmt war, wurde in Zusammenhang mit der Renovation der Kirche in den 1990er Jahren die frühere Bossard-Orgel 1998 von Armin Hauser aus Kleindöttingen rekonstruiert. Sie hat 25 Register auf zwei Manualen und Pedal. Auf dem Lettner wurde bei dieser Renovation von der Firma Graf aus Sursee eine neue Orgel gebaut. Diese hat zehn Register auf einem Manual und Pedal.